# Улица Татищева (Екатеринбург)
У́лица Тати́щева (прежние названия: Ключевска́я 1-я, Ма́лышева, до 1962 - Орджоникидзе) — улица в жилом районе «ВИЗ» Верх-Исетского административного района Екатеринбурга, одна из старейших улиц посёлка Верх-Исетского завода.

## Происхождение и история названий
До революции 1917 года улица носила название 1-я Ключевская. Всего Ключевских улиц было девять, все они заканчивались у торфяного болота, близ которого, возможно, находились ключи, используемые местными жителями. В 1921 году улица получила название Малышева в честь уральского большевика, одного из организаторов Красной гвардии на Урале. После включения Верх-Исетского посёлка в состав города (1927) в Свердловске одновременно стало существовать две улицы с названием Малышева, в связи с чем верх-исетская улица Малышева была в 1930-е годы переименована в улицу Орджоникидзе. В 1961 году улица получила своё современное название в честь русского учёного-историка, государственного деятеля и основателя Екатеринбурга Василия Никитича Татищева, а прежнее название улицы перешло к проспекту Орджоникидзе на Уралмаше.

## Расположение и благоустройство
Улица Татищева проходит с восток на запад между улицами Нагорной и Венгерских Коммунаров. Улица до 2017 года начиналась от улицы Пирогова, сейчас же является логическим продолжением проспекта Ленина и заканчивается у улицы Танкистов. Пересекается с улицами Крылова, Мельникова, Токарей, Красноуральской, Заводской, Викулова, Плотников, Лагоды, Рабочих и Торфорезов, Лоцмановых. Справа к улице примыкают улицы Сухорукова, Школьников, Каменщиков и Сварщиков. Нумерация домов улицы Татищева идёт от улицы Пирогова.
Протяжённость улицы Татищева составляет около 3 километров. Ширина проезжей части — в среднем около 6-7 м (по одной полосе в каждую сторону движения), между улицами Заводская и пр. Ленина — до 40 м (по 3 полосы). На протяжении улицы оборудовано несколько светофоров (на углу с улицами Токарей, Заводской, Викулова) и один нерегулируемый пешеходный переход (у пересечения с улицей Школьников). Улица оборудована уличным освещением и тротуарами (лишь частично).
В настоящее время улица Татищева будет 
расширяться

## История
Улица появилась в XVIII веке, трассировка улицы показана на плане Екатеринбурга 1788 года, в этот период было застроено уже несколько её кварталов; улица была односторонней, территория к югу от неё была незастроенной.
Современная застройка улицы — разнотипная. Кварталы к востоку от улицы Плотников застроены многоэтажной жилой застройкой, кварталы в конце улицы заняты малоэтажным жильём («частным сектором»), который, согласно Генплану Екатеринбурга, подлежит сносу и постройке на его месте новых кварталов микрорайона «ВИЗ-Правобережный».
Весной 2015 началась масштабная реконструкция участка улицы рамках подготовки к чемпионату мира по футболу 2018, снесены деревянные одноэтажные дома по нечётной стороне (в марте 2017 снесён последний дом № 43, дом № 57-памятник архитектуры перенесли на ул. Синяева), улица соединена с пр. Ленина, участок расширен до шести полос, проложена трамвайная линия от пр. Ленина до ул. Красноуральской, к октябрю 2017 все работы будут завершены. 19 августа 2017 года после реконструкции была открытая чётная сторона улицы Татищева из центра в сторону ВИЗа. 2 октября 2017 года для движения была открыта нечётная сторона улицы Татищева с ВИЗа в сторону центра. С 11 декабря 2017 года по реконструированной улице Татищева пущено трамвайное движение

## Примечательные здания

### Жилой дом (№ 57)
Деревянный одноэтажный дом с хозяйственными постройками и воротами является образцом деревянной застройки Верх-Исетского посёлка начала XX века с элементами декора в стиле модерна. При реконструкция участка улицы рамках подготовки к чемпионату мира по футболу 2018 дом перенесли на ул. Синяева

## Транспорт

### Наземный общественный транспорт
На улице располагаются остановки общественного транспорта — «Заводская», «Татищева», «Плотников», «Рабочих» и «Разъезд». Недалеко от пересечения с улицей Токарей находится остановка «Уралкабель». С 11 декабря 2017 года введены остановки «Красноуральская», «Мельникова» и «Вечный огонь»
В октябре 2017 года по обновлённой улице Татищева проходит автобус 011.

### Ближайшие станции метро
Действующих станций метро поблизости нет. На пересечения улиц Татищева-Токарей планировалось открыть станцию 2-й линии Екатеринбургского метрополитена  «Татищевскую», а приблизительно в 600 метрах к югу от пересечения с улицей Викулова — станцию  «Металлургическую». Однако из-за отсутствия финансирования строительство отложено на неопределённый срок.